# Morti nel 1976/Agosto
| Questa pagina contiene informazioni ricavate automaticamente dalle voci biografiche con l'ausilio del template Bio e di un bot. L'aggiornamento è periodico e automatico e ricostruisce completamente la pagina. Se manca una persona in questa lista, sei pregato di non aggiungerla, ma accertati piuttosto che la sua voce biografica contenga il template Bio e che i dati anagrafici siano correttamente compilati. Se il template Bio manca, inseriscilo tu stesso o, in alternativa, metti l'avviso {{tmp\|Bio}} che ne segnala la mancanza. Se i dati riportati sono sbagliati, correggi direttamente la voce biografica; le modifiche saranno visibili in questa lista entro pochi giorni. Per chiarimenti vedi il progetto biografie. La lista contiene solo le 90 persone che sono citate nell'enciclopedia e per le quali è stato implementato correttamente il template Bio. Pagina aggiornata al 3 mar 2024. |

- 1º agosto - Richard Archbold, zoologo e esploratore statunitense (n. 1907)
- 2 agosto - Cecilia, cantautrice spagnola (n. 1948)
- 2 agosto - Remo Gambelli, generale italiano (n. 1880)
- 2 agosto - László Kalmár, matematico ungherese (n. 1905)
- 2 agosto - Fritz Lang, regista, sceneggiatore e scrittore austriaco (n. 1890)
- 2 agosto - Peter Watts, tecnico del suono britannico (n. 1946)
- 3 agosto - Olimpio Bizzi, ciclista su strada italiano (n. 1916)
- 3 agosto - Francis Festing, generale britannico (n. 1902)
- 3 agosto - Jan Knobloch, calciatore cecoslovacco (n. 1905)
- 3 agosto - Valerij Sablin, militare sovietico (n. 1939)
- 3 agosto - Romolo Venucci, pittore e scultore italiano (n. 1903)
- 3 agosto - Calogero Volpe, politico e medico italiano (n. 1910)
- 4 agosto - Enrique Angelelli, vescovo cattolico argentino (n. 1923)
- 4 agosto - Luigina Giavotti, ginnasta italiana (n. 1916)
- 5 agosto - Ángela María Aieta, attivista argentina (n. 1920)
- 5 agosto - Adriaan Roland Holst, poeta olandese (n. 1888)
- 6 agosto - Werner Junck, generale e aviatore tedesco (n. 1895)
- 6 agosto - Grigorij Pavlovič Pjatigorskij, violoncellista ucraino (n. 1903)
- 6 agosto - Andreas Rohracher, arcivescovo cattolico austriaco (n. 1892)
- 6 agosto - Maria Ruspoli, nobildonna italiana (n. 1888)
- 7 agosto - Tullio Cianetti, sindacalista e politico italiano (n. 1899)
- 7 agosto - Alfonso Tesauro, giurista e politico italiano (n. 1900)
- 8 agosto - Voltolino Fontani, pittore italiano (n. 1920)
- 8 agosto - José Lezama Lima, poeta, scrittore e saggista cubano (n. 1910)
- 8 agosto - Hidehiro Miyashita, giocatore di go giapponese (n. 1913)
- 9 agosto - Jess Kirkpatrick, attore statunitense (n. 1897)
- 9 agosto - John Roselli, mafioso italiano (n. 1905)
- 9 agosto - Hermine Schröder, pesista tedesca (n. 1911)
- 9 agosto - Ida d'Este, partigiana e politica italiana (n. 1917)
- 10 agosto - Jimmy Casella, giocatore di poker statunitense (n. 1924)
- 10 agosto - Ray Corrigan, attore statunitense (n. 1902)
- 10 agosto - Poul Graae, calciatore danese (n. 1899)
- 10 agosto - Josef Mattauch, chimico austriaco (n. 1895)
- 10 agosto - Robert L. May, scrittore statunitense (n. 1905)
- 10 agosto - Lambert Schaus, politico e diplomatico lussemburghese (n. 1908)
- 10 agosto - Karl Schmidt-Rottluff, pittore tedesco (n. 1884)
- 10 agosto - Enrico du Chêne de Vère, calciatore italiano (n. 1888)
- 11 agosto - Giovanni Gozzi, lottatore italiano (n. 1902)
- 12 agosto - Generoso Dattilo, arbitro di calcio italiano (n. 1902)
- 12 agosto - Einar Perman, medico svedese (n. 1893)
- 13 agosto - Kléber Haedens, scrittore, saggista e giornalista francese (n. 1913)
- 13 agosto - Viktor Turžanskij, regista ucraino (n. 1891)
- 13 agosto - Jakov Isaakovič Urinov, regista cinematografico e attore sovietico (n. 1898)
- 14 agosto - Mario Miltone, calciatore italiano (n. 1906)
- 15 agosto - József Urik, calciatore ungherese (n. 1897)
- 17 agosto - Maurice Dobb, economista inglese (n. 1900)
- 17 agosto - William Redfield, attore statunitense (n. 1927)
- 17 agosto - Murvyn Vye, attore statunitense (n. 1913)
- 18 agosto - Guido Cadorin, pittore italiano (n. 1892)
- 18 agosto - Alf Olsen, calciatore danese (n. 1893)
- 18 agosto - Luigi Serventi, attore e regista italiano (n. 1885)
- 18 agosto - Shintaro Uda, ingegnere elettrotecnico giapponese (n. 1896)
- 19 agosto - Attilio Matricardi, generale e aviatore italiano (n. 1892)
- 19 agosto - Alastair Sim, attore britannico (n. 1900)
- 19 agosto - Halina Zalewska, attrice polacca (n. 1940)
- 20 agosto - Mariano Bartolucci, compositore e direttore di banda italiano (n. 1881)
- 20 agosto - Phyllis Konstam, attrice inglese (n. 1907)
- 20 agosto - Silvio Oliboni, pittore italiano (n. 1912)
- 21 agosto - Jose Cojuangco, politico e imprenditore filippino (n. 1896)
- 21 agosto - James Olds, psicologo statunitense (n. 1922)
- 22 agosto - Juscelino Kubitschek de Oliveira, politico e medico brasiliano (n. 1902)
- 22 agosto - Feliciano Perducca, calciatore argentino (n. 1901)
- 23 agosto - Nicolas Roudenko, attore francese (n. 1909)
- 25 agosto - Eyvind Johnson, scrittore e traduttore svedese (n. 1900)
- 25 agosto - Angelo Spanio, politico e medico italiano (n. 1892)
- 25 agosto - Hans Tibulski, calciatore tedesco (n. 1909)
- 26 agosto - Warner Anderson, attore statunitense (n. 1911)
- 26 agosto - Gary Burne, ballerino e coreografo britannico (n. 1934)
- 26 agosto - Nino Castellini, pugile italiano (n. 1951)
- 26 agosto - Geraldo Cleofas Dias Alves, calciatore brasiliano (n. 1954)
- 26 agosto - Lotte Lehmann, soprano tedesco (n. 1888)
- 26 agosto - Erich Nikowitz, attore austriaco (n. 1906)
- 26 agosto - Alessandro Rimini, architetto e pittore italiano (n. 1898)
- 26 agosto - Domenico Tripodo, mafioso italiano (n. 1923)
- 27 agosto - Mukesh, cantante indiano (n. 1923)
- 27 agosto - Georges Marrane, politico francese (n. 1888)
- 27 agosto - Cosme Vázquez, calciatore spagnolo (n. 1904)
- 27 agosto - Hermann von Witzleben, generale tedesco (n. 1892)
- 28 agosto - Anissa Jones, attrice statunitense (n. 1958)
- 29 agosto - Kazi Nazrul Islam, poeta bengalese (n. 1899)
- 29 agosto - Hans Nieland, politico tedesco (n. 1900)
- 29 agosto - Jimmy Reed, cantante statunitense (n. 1925)
- 30 agosto - Fritz Hünenberger, sollevatore svizzero (n. 1897)
- 30 agosto - Pëtr Kirillovič Koševoj, generale sovietico (n. 1904)
- 30 agosto - Diego de Sterlich Aliprandi, pilota automobilistico e imprenditore italiano (n. 1898)
- 31 agosto - Leonardo Azzarita, giornalista italiano (n. 1888)
- 31 agosto - Umberto D'Orsi, attore italiano (n. 1929)
- 31 agosto - Raymond-Joseph Loenertz, bizantinista, storico e religioso lussemburghese (n. 1900)
- 31 agosto - Arturo Marzano, magistrato e politico italiano (n. 1897)
- 31 agosto - Carlo Vanza, anarchico svizzero (n. 1901)